# Chandapur
Chandapur es una ciudad censal situada en el distrito de Nayagarh en el estado de Odisha (India). Su población es de 5565 habitantes (2011). Se encuentra a 66 km de Bhubaneswar y a 87 km de Cuttack. 

## Demografía
Según el censo de 2011 la población de Chandapur era de 5565 habitantes, de los cuales 2867 eran hombres y 2698 eran mujeres. Chandapur tiene una tasa media de alfabetización del 83,44%, superior a la media estatal del 72,87%: la alfabetización masculina es del 89,35%, y la alfabetización femenina del 77,11%.